# Jennifer Mulinde-Schmid
Jennifer Mulinde-Schmid, auch Jeniffer Mulinde-Schmid geschrieben,  (* 1982 in Mombasa, Kenia) ist eine Schweizer Schauspielerin, Sängerin und Tänzerin.
Als Tochter eines kenianischen Vaters und einer ugandischen Mutter ist sie im Berner Oberland und in Zürich aufgewachsen. Nach der Matura und einer Tanzausbildung mit Schwerpunkt Breakdance durchlief sie ab 2003 eine individuelle Schauspielausbildung, gefördert von der Fritz Gerber Stiftung für junge begabte Menschen, unter anderem an der Hochschule für Schauspielkunst „Ernst Busch“ Berlin.
Sie ist bereits als Kind in einer Kindersendung des Schweizer Fernsehens aufgetreten. Seit 2001 hat sie in Fernseh- und Kinofilmen, ab 2004 auch in mehreren Bühnenwerken mitgespielt. Einem breiteren Publikum bekannt wurde sie als Putzfrau in der Fernsehserie Tag und Nacht. Im Schweizer Spielfilm Die Standesbeamtin besetzte sie eine Nebenrolle; sie wurde dafür für den Schweizer Filmpreis als Bestes schauspielerisches Nachwuchstalent 2010 nominiert. Sie lebt in Berlin.

## Filmografie
- 2001: Dragan & Madlaina
- 2009: Die Standesbeamtin
- 2015: Nele in Berlin
- 2015: Highway to Hellas
- 2019: Schwartz & Schwartz: Der Tod im Haus
- 2019: Totgeschwiegen – Regie: Franziska Schlotterer
- 2023: Helen Dorn: Der kleine Bruder